# Krvni tlak
Krvni tlak je tlak krvi v žilah. To je sila krvi po stenah žil. Pod krvni tlak razumemo tlak v arterijah. 
Poznamo:
- sistolični krvni tlak – tlak, ko srce potisne kri po žili; tlak manšete je ravno enak tlaku v žili, trenutek pred tem je žila še povsem stisnjena skupaj in v njej ni pretoka krvi; normalno 110–140 mmHg (15–19 kPa)
- diastolični krvni tlak – tlak, ko srce počiva in nastopi tišina; manšeta takrat žile ne stiska več; normalno 60–90 mmHg (9,3–12 kPa)

## Uravnavanje krvnega tlaka
Krvni tlak je zelo pomemben, saj uravnava normalni pretok snovi skozi kapilare med krvjo in medceličnim prostorom. Zato obstajajo številni dejavniki in fiziološki procesi, ki ga vzdržujejo v normalnih mejah.
Eden od načinov ohranjanja tega razmerja je prek mišic. V stenah ven so gladke mišice, ki se krčijo in potiskajo kri proti srcu. Pri slednji zadevi pomagajo tudi t. i. mišične črpalke. To so skeletne mišice, ki obdajajo zlasti globoke vene. Sicer služijo za premikanje telesa, vendar hkrati s tem poganjajo kri po venah. Tudi dihalne mišice tvorijo dihalno črpalko: z dihanjem tako stiskamo dihalne vene v prsnem košu in s tem se kri potisne naprej. Vračanje zadostne količine krvi v srce po venah je zelo pomembno. Namreč, toliko krvi, kot se je bo vrnilo, toliko uspešno bo srce delovalo, saj je moč obeh prekatov (ventriklov) v srcu odvisna od nategnenja njunih mišic (napolnjenosti s krvjo). Obraten tok krvi preprečujejo zaklopke v venah, kar je tudi eden ključnih elementov za krvni tlak.
Obstaja tudi nekaj hormonov, ki vplivajo na krvni tlak. Ti so:
- adrenalin (pospešuje krčenje gladkih mišic, pospeši bitje srca in poveča moč krčenja srčnih mišic; izloča ga sredica nadledvične žleze)
- noradrenalin (pospešuje krčenje gladkih mišic; izloča ga sredica nadledvične žleze)
- antidiuretični hormon oz. ADH (pospeši reabsorpcijo vode v ledvicah in tako prepreči nadaljnji padec krvnega tlaka; izloča ga nevrohipofiza)
- aldosteron (uravnava izločanje natrija skozi ledvice; izloča ga skorja nadledvične žleze)
- atrijski natriuretični peptid oz. ANP (zmanjša krvni tlak preko povečanega izločanja natrija in vode skozi ledvice)

Poleg teh mehanizmov je tukaj pomembno še živčevje. Parasimpatično živčevje znižuje hitrost utripov in moč krčneja srca, simpatično živčevje pa to povečuje. Ali bo delovalo prvo ali drugo, je odvisno od podatkov, ki jih srčno središče v možganih dobiva od mehanoreceptorjev v aortnem loku, ki zaznavajo velikost krvnega tlaka ter kemoreceptorjev v vratnih arterijah, ki zaznavajo količino kisika v krvi.

## Merjenje krvnega tlaka
Krvni tlak se meri navadno s sfigmomanometrom na arteriji leve roke; tlak krvi v ostalih žilah je nižji. Manšeto je treba oviti okrog nadlahti, ki zaustavi pretok krvi po arteriji, ko se jo napihne. Nato se počasi zmanjšuje pritisk v manšeti (tj. spušča se zrak iz manšete) in se s fonendoskopom posluša tone nad arterijo v komolčni kotanji. Ko se jih zasliši, se odčita sistolični krvni tlak na merilcu, ko pa se jih ob nadaljnjem zmanjševnju pritiska v manšeti ne sliši več, pa se odčitamo diastolični krvni tlak. Krvni tlak se lahko meri tudi z manomentrom na pero ali z elektronskimi merilci. Pri slednjih fonendoskop ni potreben.